# Jardin botanique de l'université d'Helsinki
Le jardin botanique de l'université d'Helsinki (finnois : Helsingin yliopiston kasvitieteellinen puutarha) est une composante du musée d'histoire naturelle de Finlande de l'université d'Helsinki, qui entretient une collection de plantes vivantes à des fins de recherche et d'enseignement. 

## Présentation
Le jardin botanique a deux sites : l'un à Kaisaniemi et l'autre à Kumpula.
En 1763, la ville loue, en bordure de la route du Häme, un terrain à Hans Henrik Böje  qui y crée un jardin. En 1773, le jardinier Erik Edbom reprend l'usage du terrain. 
En 1812, quand Helsinki devient la capitale du pays, le jardin devient public. En 1827, selon les plans de Carl Ludvig Engel, le terrain devient lieu de promenade public. En 1829, la promenade est réduite pour laisser la place au jardin botanique.

## Histoire

### Jardin de Kaisaniemi

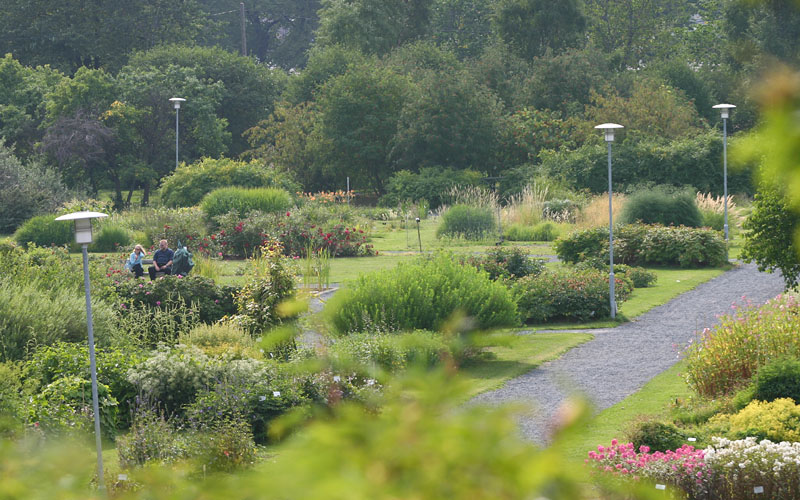
Le jardin de Kaisaniemi.

Le jardin de Kaisaniemi est ouvert au public. Sa serre abrite plus de 800 espèces de plantes et plus de 2 800 plantes d'origines diverses.
Le jardin botanique de l'université d'Helsinki trouve son origine dans le Jardin botanique de l'académie impériale de Turku qui est fondé en 1678 par Elias Tillandz. Le jardin d'Elias Tilland sert à faire pousser des choux et des plantes médicinales. Après la mort d'Elias Tilland, le jardin est laissé à l'abandon avant que Pehr Kalm en reprenne la responsabilité.  Pehr Kalm rapportera des centaines de plantes utiles d’Amérique du Nord.
En 1828, l'Académie royale de Turku déménage à Helsinki, et on lui alloue à Kaisaniemi une ancienne pâture partagée par les habitants d'Helsinki. Carl Reinhold Sahlberg élabore un nouveau jardin à partir de sa collection privée qui n'a pas été détruite par le grand incendie de Turku. 
Franz Faldermann, le chef jardinier du jardin botanique de Saint-Pétersbourg est envoyé pour concevoir le jardin botanique. Selon ses plans, le jardin est partagé en une zone de jardins et un arboretum organisé en parc et les serres qui seront construites en 1832. Carl Reinhold Sahlberg sera le premier directeur du jardin botanique dont l'ambition était de collectionner toutes les plantes de Finlande et autant de plantes pouvant s'acclimater en Finlande.
Le bâtiment principal conçu par Carl Ludvig Engel est construit en 1831 au milieu du jardin. Ce bâtiment en bois est agrandi dans les années 1850 selon les plans de Jean Wiik. Il sera déplacé pour laisser la place au nouveau bâtiment et sert d'habitation depuis cette époque. Jean Wiik conçoit aussi la boulangerie de style Empire et un enclos pour protéger le jardin des vaches qui paissent à proximité.
Les bâtiments actuels du jardin botanique sont dus à Gustaf Nyström. Les serres à armature en bois d’origine conçues par Franz Faldermann sont remplacées à la fin du XIXe siècle par de nouvelles serres à armatures métalliques conçues par Gustaf Nyström. La salle des palmiers est prête en 1889 et les autres serres en 1896. 
En 1903, on remplace la maison des jardiniers par le bâtiment de l'institut de botanique conçu par Gustaf Nyström. On y installe le département de botanique, le logement officiel du professeur ainsi que le musée de botanique qui y fonctionne encore de nos jours. 
la maison des jardiniers est reconstruite en bordure ouest et dans les années 1990 on installe le long de la rue Kaisaniemenranta au nord du jardin des bâtiments en bois datant du XIXe siècle. Deux proviennent d'Uudenmaankatu et un de Punavuorenkatu.
Pendant la guerre de Continuation trois bombes endommagent les serres. En conséquence, hormis un Cyprès et des graines de nénuphar, plus de 1 500 taxons botaniques meurent par le gel. Les graines de nénuphar survécurent sous la neige et le nénuphar géant actuel est leur descendant.

### Jardin de Kumpula

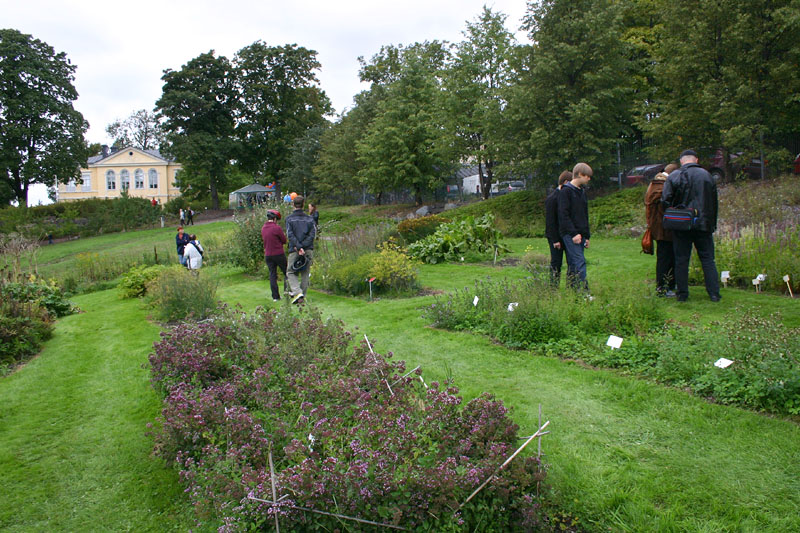
Le jardin de Kumpula.

Au XXe siècle, les activités du jardin sont limitées par le manque de place. Dans les années 1970, on décide de répartir l'université d'Helsinki en quatre campus. On réserve alors un terrain de Kumpula pour y étendre le jardin botanique.
Le jardin de Kumpula est construit à partir de 1987 dans le parc de l'ancien manoir de Kumpula. Il est d'abord utilisé par les enseignants et les chercheurs de l'université.  Il est ouvert au public en 2009.
Le jardin est divisé en deux parties : plantes utiles et géobotanique. Les plantes sont apportées de régions dont le climat est proche de celui du Sud de la Finlande : Europe, Amérique du Nord et Proche-Orient.

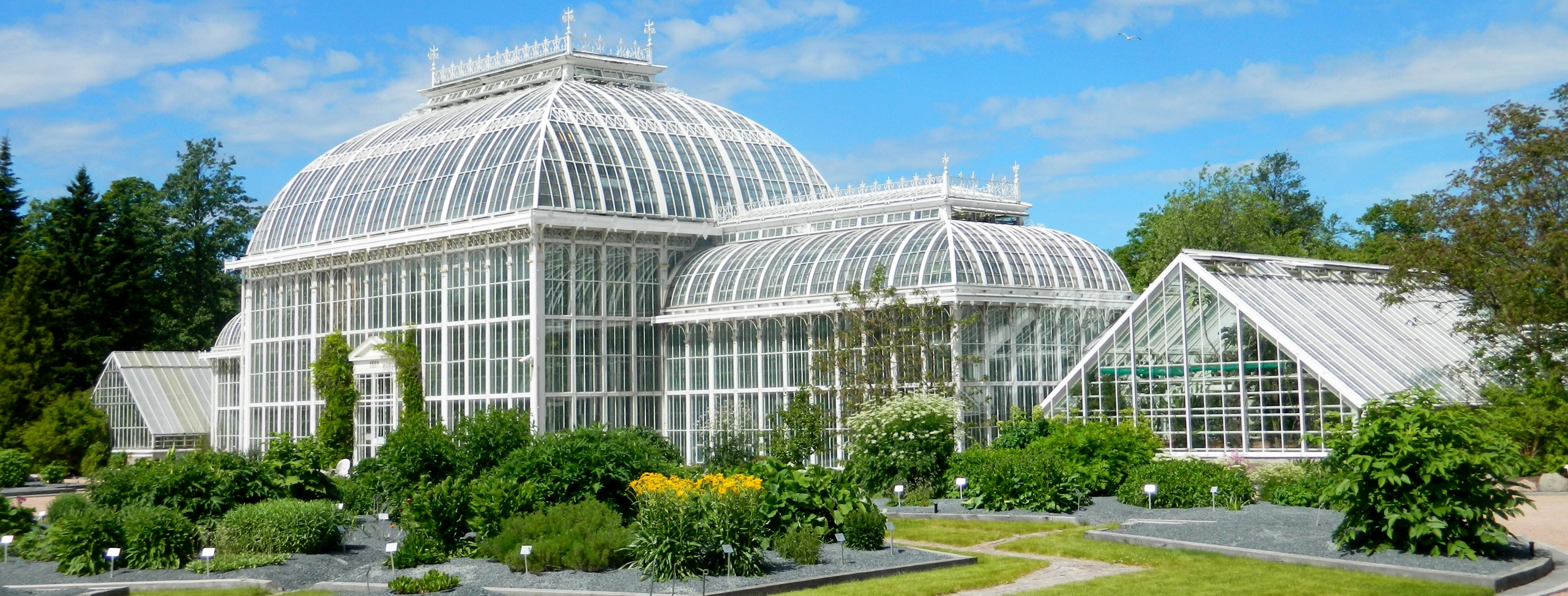
La serre des palmiers conçue par Gustaf Nyström.